# Susy aux fleurs magiques
Susy aux fleurs magiques (魔法のアイドルパステルユーミ, Mahô no idol Pastel Yumi) est une série anime de magical girl du Studio Pierrot sortie conjointement avec le manga éponyme de Kiyoko Arai. La quatrième magical girl créée par le Studio Pierrot, Pastel Yumi apparaît également dans l'OVA Majokko Club Yoningumi A-kūkan kara no Alien X.

## L'histoire
Yumi Hanazono (Susy en français) adore les fleurs. Elle n'est pas bonne à l'école, mais adore dessiner, et veut devenir mangaka. Ses parents tiennent une boutique de fleurs et elle a donc développé une affection particulière pour les fleurs. Yumi est une véritable artiste, mais elle ne fait pas toujours preuve d'un excellent jugement quant au choix de ces sujets. Le jour du Festival des fleurs, elle amuse les autres enfants en dessinant la caricature de Lady Fukurokouji (Mme Gertrude en français) sur les murs de sa maison. Mme Fukurokouji, furieuse, lui fait nettoyer tout le mur, et alors qu'elle s'exécute, elle voit Mme Fukurokouji sur le point d'écraser une fleur de pissenlit. Elle la protège et la replante dans un champ de coquelicots. À sa plus grande surprise, elle entend des voix. C'est Kakimaru et Keshimaru (Pystil et Pollen en français) qui lui parlent, deux fées des fleurs à l'allure de chat, venues sur terre afin d'accorder des pouvoirs spéciaux à Yumi en remerciement de sa bonté.
Ces deux elfes donnent à Yumi une baguette magique et un pendentif faits de pétales de coquelicots. Si Yumi dessine quelque chose dans l'air avec sa baguette, et récite la formule magique, « Pastel Poppuru Poppin-pa! » (« Magie des fleurs aux milles couleurs » en français), son dessin devient réalité. Cependant, le charme ne dure qu'un bref instant.
Yumi utilise ses nouveaux pouvoirs pour aller au Festival des fleurs en dessinant un cheval (auquel les elfes ajoutent des ailes) et pour réparer ses bêtises : ayant détruit  accidentellement la poupée confectionnée par son père pour le concours, elle se crée une robe de fleurs (qui s'évapore cependant très vite dans un tourbillon de pétales, la magie étant limitée dans le temps!). Elle créera au fil de la série une gentille Mme Fukurokouji, un oiseau doré, une mongolfière, une horloge à remonter le temps, un fantôme, un aigle, un navire pirate...  
Les pouvoirs de Yumi comprennent quelques restrictions: elle doit se montrer très inventive pour résoudre ses problèmes, car la magie dure très peu de temps et elle ne peut générer les objets qu'une fois, elle ne peut pas les refaire à volonté; enfin, contrairement aux autres magical girls, elle ne se transforme pas. De plus, sa vie de famille n'est pas simple. Elle doit composer avec les lubies de son grand-père paternel Dankichi Hanazono ( César en V.F), fou d'aventures et d'explorations. Sa mère Momoko (Félicie en V.F.) est plutôt autoritaire avec son mari Ichiro (Léon en V.F.), et ses parents se disputent souvent, allant même jusqu'à la séparation temporaire. Yumi se retrouve souvent en bisbille avec la grosse Mme Fukurokouji (la comtesse Gertrude en V.F.), très imbue d'elle même, son chien Musutaki (Feu follet en V.F.) et le serviteur de la comtesse, Saburo Kunimitsu (Ferdinand en V.F.).  Heureusement, elle peut compter sur l'aide de Kyohei Misawa ( Alexis en V.F.) l'assistant à la boutique de fleurs de ses parents, fan de deltaplane, et surtout sur celle de Kenta Misawa (Pierrot en V.F.), son petit frère, qui est très attaché à Yumi.

## Les personnages
- Yumi Hanazono : Mariko Shiga
- Kakimaru : Miina Tominaga
- Keshimaru : Yuriko Fuchizaki
- Kyōhei Misawa : Yū Mizushima
- Kenta Misawa : Chika Sakamoto
- Ichirō Hanazono : Yoshito Yasuhara
- Momoko Hanazono : Yūko Mita
- Mrs. Fukurokōji : Hiroko Maruyama
- Kunimitsu : Shigeru Chiba
- Dankichi Hanazono : Kei Tomiyama
- Musutaki : Sukekiyo Kameyama

## Équipe
- Réalisateur : Akira Shigino
- Character Design : Yumiko Harazawa, Kōji Motoyama
- Musique : Kōji Makaino
- Production : Studio Pierrot